# Neolophonotus mediolocus
Neolophonotus mediolocus là một loài ruồi trong họ Asilidae. Neolophonotus mediolocus được Londt miêu tả năm 1988. Loài này phân bố ở vùng nhiệt đới châu Phi.